# Um jogo de xadrez
Um jogo de xadrez é uma pintura a óleo sobre madeira do pintor renascentista holandês Lucas van Leyden, na época com catorze anos de idade. A obra retrata uma partida do Xadrez Courier, uma variante do xadrez originária da Alemanha, entre uma fina dama e um oponente provavelmente de descendência mongol cercados por observadores. A pintura tem sido reproduzida com considerável frequência na história do xadrez e atualmente está localizada no Gemäldegalerie em Berlim.